# لگو بتمن ۲: ابرقهرمانان دی‌سی
«لگو بتمن ۲: ابرقهرمانان دی سی» (انگلیسی: Lego Batman 2: DC Super Heroes) یک بازی ویدئویی در سبک بازی اکشن-ماجراجویی جهان باز است که توسط وارنر برادرز. اینتراکتیو انترتینمنت و در سال ۲۰۱۲ و در پلت‌فرم‌های نینتندو دی‌اس، وی، اکس‌باکس ۳۶۰، پلی‌استیشن ویتا، پلی‌استیشن ۳، مایکروسافت ویندوز، پلی‌استیشن ۲، پلی‌استیشن همراه، مک‌اواس، و آی‌اواس منتشر شده‌است. این بازی دنباله بازی لگو بتمن: بازی ویدئویی و دومین قسمت در سری بازی های لگو بتمن است. برخلاف بازی قبلی که تنها با شخصیت های کمیک های بتمن رخ میداد، این بار تقریبا تمام اعضای لیگ عدالت و ابرقهرمانان مهم دنیای دی سی کامیکس حضور دارند و تعداد شخصیت های قابل بازی نسبت به عنوان قبلی افزایش قابل توجهی پیدا کرده است. برای اولین بار در سری بازی های لگو، شخصیت های بازی صحبت ميکنند و دیالوگ رد و بدل می‌شود. همچنین این بازی اولین عنوان جهان باز سری بازی های لگو است و می‌توان از بت موبیل و وسایل نقلیه دیگر نیز برای کاوش در گاتهام سیتی استفاده کرد.